# خديجة الجلاصي
خديجة الجلاصي هي لاعبة مصارعة حرة تونسية وُلدت في 3 يناير 2003، ومثلت تونس في دورة الألعاب الأولمبية الصيفية للشباب عام 2018 حيث شاركت في منافسات الوزن أقل من 65 كيلوغرام للسيدات.  

## المشاركات والميداليات
شاركت خديجة الجلاصي في عدة نسخ من بطولة إفريقيا للمصارعة، ونجحت في حصد عدد من الميداليات كان آخرها الميدالية الفضية في منافسات الوزن أقل من 65 كيلوغرام للسيدات عام 2022، والميدالية الذهبية في منافسات الوزن أقل من 65 كيلوغرام للسيدات عام 2023. كما شاركت خديجة الجلاصي في عام 2021 في التصفيات الإفريقية المؤهلة لأولمبياد طوكيو 2020، ولكنها لم تنجح في التأهل لدورة الألعاب الأولمبية الصيفية التي أقيمت بمدينة طوكيو في اليابان في عام 2021. ويوضح الجدول التالي أهم المُسابقات والبطولات التي شاركت فيها خديجة الجلاصي، وأبرز الميداليات والألقاب التي حققتها في البطولات والمسابقات المختلفة:  
| العام | المسابقة                                   | المكان                   | الترتيب/الميدالية | المنافسات                                               | ملاحظات                                                        |
| ----- | ------------------------------------------ | ------------------------ | ----------------- | ------------------------------------------------------- | -------------------------------------------------------------- |
| 2018  | دورة الألعاب الأولمبية الصيفية للشباب      | بوينس آيرس، الأرجنتين    | المركز السابع     | منافسات المصارعة الحرة للوزن أقل من 65 كيلوغرام للسيدات |                                                                |
| 2018  | دورة الألعاب الإفريقية للشباب              | الجزائر العاصمة، الجزائر | المركز الأول      | منافسات المصارعة الحرة للوزن أقل من 73 كيلوغرام للسيدات |                                                                |
| 2021  | بطولة العالم للمصارعة للشباب تحت 23 سنة    | بلغراد، صربيا            | لم تتأهل          | منافسات المصارعة الحرة للوزن أقل من 65 كيلوغرام للسيدات | خرجت من الدور التمهيدي للبطولة بعد خسارتها في مباراتها الثانية |
| 2022  | بطولة إفريقيا للمصارعة                     | الجديدة، المغرب          | المركز الثاني     | منافسات المصارعة الحرة للوزن أقل من 65 كيلوغرام للسيدات |                                                                |
| 2022  | بطولة يسار دوغو - دورة التصنيف العالمي     | إسطنبول، تركيا           | المركز الثالث     | منافسات المصارعة الحرة للوزن أقل من 65 كيلوغرام للسيدات |                                                                |
| 2022  | دورة ألعاب البحر الأبيض المتوسط            | وهران، الجزائر           | المركز الرابع     | منافسات المصارعة الحرة للوزن أقل من 68 كيلوغرام للسيدات |                                                                |
| 2022  | دورة التصنيف التونسي                       | تونس العاصمة، تونس       | المركز الأول      | منافسات المصارعة الحرة للوزن أقل من 65 كيلوغرام للسيدات |                                                                |
| 2022  | بطولة العالم للمصارعة للشباب تحت 23 سنة    | صوفيا، بلغاريا           | المركز الثالث     | منافسات المصارعة الحرة للوزن أقل من 65 كيلوغرام للسيدات |                                                                |
| 2023  | بطولة إبراهيم مصطفى - دورة التصنيف العالمي | الإسكندرية، مصر          | المركز الثالث     | منافسات المصارعة الحرة للوزن أقل من 65 كيلوغرام للسيدات |                                                                |
| 2023  | بطولة دان كولوف ونيكولا بيتروف             | صوفيا، بلغاريا           | المركز الثالث     | منافسات المصارعة الحرة للوزن أقل من 65 كيلوغرام للسيدات |                                                                |
| 2023  | بطولة إفريقيا للمصارعة                     | الحمامات، تونس           | المركز الأول      | منافسات المصارعة الحرة للوزن أقل من 65 كيلوغرام للسيدات |                                                                |
| 2023  | دورة الألعاب الإفريقية الشاطئية            | الحمامات، تونس           |                   | منافسات المصارعة الحرة للوزن أقل من 70 كيلوغرام للسيدات |                                                                |